# Pawieł Mironow (młodszy porucznik)
Pawieł Andriejewicz Mironow (ros. Павел Андреевич Миронов, ur. 12 grudnia 1919 we wsi Russkije Sarsazy obecnie w rejonie czystopolskim w Tatarstanie, zm. 26 kwietnia 1945 w okolicach Brna) – radziecki wojskowy, młodszy porucznik, uhonorowany pośmiertnie tytułem Bohatera Związku Radzieckiego (1946).

## Życiorys
Urodził się w rosyjskiej rodzinie chłopskiej. Skończył 7 klas i szkołę uniwersytetu fabryczno-zawodowego w Czystopolu, później pracował jako pomocnik mechanika w Kamsku. W październiku 1939 został powołany do Armii Czerwonej, od 1942 uczestniczył w wojnie z Niemcami. Skończył kursy młodszych poruczników, został dowódcą plutonu baterii przeciwpancernej 33 gwardyjskiego pułku kawalerii 8 Gwardyjskiej Dywizji Kawalerii 6 Gwardyjskiego Korpusu Kawalerii 2 Frontu Ukraińskiego w stopniu młodszego porucznika. 26 kwietnia 1945 w walce na północny zachód od Brna na Morawach (Czechosłowacja) zniszczył czołg, cztery transportery opancerzone i dwa działa wroga. Gdy do pozycji plutonu zbliżyła się piechota wroga, ogniem z karabinu maszynowego zabił podobno do 50 hitlerowców, po czym zginął. Został pochowany w Brnie. Był odznaczony Orderem Wojny Ojczyźnianej II klasy, a 15 maja 1946 Prezydium Rady Najwyższej ZSRR zdecydowało o pośmiertnym przyznaniu mu tytułu Bohatera Związku Radzieckiego i Orderu Lenina. Jego imieniem nazwano ulicę w Czystopolu.